# Efemeride
Efemeride (grč. ἐφημερίς, dnevnik) su astronomske tablice koje donose podatke o položaju i gibanju nebeskih tijela za neko razdoblje, a gdjekad i o udaljenosti i sjaju tijela, retrogradnom gibanju planeta, te o pomrčinama. Služe u astronomiji i navigaciji, a na temelju njih izrađuju se i horoskopi. Prve efemeride izradili su indijski i babilonski astronomi prije više od 3 000 godina. Suvremeni je primjer The Astronomical Almanac, koji izdaje Pomorski opservatorij SAD-a s Uredom za pomorski almanah Ujedinjenoga Kraljevstva. Regiomontanus je radeći u Oradei u Rumunjskoj sastavio astronomske tablice, u kojima je dao i popis pomrčina za razdoblje od 1475. do 1530. Tiskao ih je u Nürnbergu 1474. pod nazivom Tabula Varadiensis, a u tekstu je podatke nazvao efemeridama, nazivom danas prihvaćenim za takve tipove tablica.
Efemeride su i proračuni geocentričnih mjesta nekog nebeskog tijela u određenim vremenskim intervalima na temelju poznavanja njegove putanje.

## Astrometrija
Astrometrija ili položajna (pozicijska) astronomija (odnosno sferna astronomija u širem smislu) je grana astronomije koja se bavi mjerenjem položaja nebeskih tijela (svemirskih tijela na nebeskoj sferi). Radi toga razrađuje mjerne metode i istražuje vlastita gibanja tijela, precesiju i astronomsku nutaciju, zbog kojih se mijenjaju položaji nebeskih tijela u tijeku vremena. Obuhvaća sfernu astrometriju u užem smislu, mjerenje vremena, geodetsku, geofizičku, fundamentalnu (meridijansku), ekvatorijalnu i astrografsku astrometriju te radioastrometriju, a svaka od njih upotrebljava za to namijenjene teleskope.
Sferna astrometrija obuhvaća geometrijske odnose na nebeskoj sferi i vremenske promjene na njoj, te zato utvrđuje sferne koordinatne sustave: horizontski, ekvatorski, ekliptički i galaktički. U horizontskom sustavu koordinate su azimut i kutna visina (odnosno zenitna daljina), u ekvatorskom su rektascenzija (odnosno satni kut) te deklinacija (odnosno polna udaljenost), u ekliptičkom ekliptička dužina i širina, u galaktičkom galaktička dužina i širina. Satni kut i deklinacija čine mjesne ekvatorijalne koordinate, dok rektascenzija i deklinacija čine nebeske ekvatorijalne koordinate. Rektascenzija i satni kut nadopunjuju se na zvjezdano vrijeme. Vrijeme je u sfernoj astrometriji nezavisna promjenljiva veličina, a jedinica za mjerenje je zvjezdani dan (siderički dan), koji iznosi 23 h 56 min 4,09 s. Koordinate nebeskih tijela mijenjaju se zbog njihovih vlastitih gibanja, zbog aberacije svjetlosti, dnevne i godišnje paralakse, te zbog nutacije i Zemljine precesije.
Fundamentalna astrometrija određuje ekvatorijalne koordinate nebeskih tijela promatranjima u nebeskom meridijanu relativno prema gibanjima Zemlje. U astrografskoj astrometriji položaji se tijela mjere na fotografskoj ploči odnosno računalnom zaslonu (monitoru) s obzirom na referentne zvijezde. Preciznost mjerenja položaja znatno se poboljšava upotrebom mjernih instrumenata izvan Zemljine atmosfere. Radioastrometrija mjeri položaje nebeskih radioizvora s radio teleskopima, a upotrebom interkontinentalne mreže radioteleskopa preciznošću premašuje mjerenja u optičkom području (dugobazična interferometrija).